# 金昌光
金 昌光（キム・チャングァン、朝鮮語: 김창광）は、朝鮮民主主義人民共和国のジャーナリスト、政治家。朝鮮中央通信社社長、朝鮮労働党中央委員会委員候補、最高人民会議代議員。

## 経歴
1958年に生まれた。出生地は不明。2005年5月に朝鮮中央通信社副社長に任命され、2012年3月に同社第1副社長に昇進した。2012年3月15日にニューヨーク市で開催されたAP通信との共同写真展に参加し、開幕のあいさつを行った。同年10月12日に10月に日本の石川聡共同通信社長と金永南最高人民会議常任委員会委員長が会談した際に同席した。2013年7月には朝鮮中央通信社社長に任命され、10月4日に訪朝したゲーリー・プルイットAP通信社長と金永南最高人民会議常任委員長との会談に同席した。
2014年3月9日に実施された最高人民会議第13期代議員選挙で代議員に選出され、9月10日に福山正喜共同通信社長と金永南最高人民会議常任委員長との会談に同席した。2016年11月にはアゼルバイジャンを訪問し、アジア太平洋通信社機構総会に参加した。
2017年10月7日に開催された朝鮮労働党中央委員会第7期第2回総会で党中央委員会委員候補に補選され、2019年3月10日に実施された最高人民会議第14期代議員選挙で代議員に再選された。

## 参考サイト
- 북한정보포털

| 先代金炳鎬 | 朝鮮中央通信社社長2013年 - | 次代現職 |